# Olověný vrch
Olověný vrch (něm. Bleiberg), 802 metrů nad mořem, je hora v okrese Sokolov v Krušných horách. Leží východně od obce Bublava. Pod vrcholem je lyžařský areál s několika vleky a sjezdovými tratěmi různé obtížnosti.

## Původ jména
Jméno vrchu odkazuje na výskyt olova v okolí.

## Chata s rozhlednou
Na vrcholu je dřevěná chata s 16 m vysokou, osmibokou rozhlednou. Projekt pro stavbu chaty pochází z pera karlovarského architekta Karla Ernstbergera. Stavba začala v roce 1933 pod vedením stavitele Rolze z Rotavy a ještě týž rok byla dokončena, konečná podoba stavby však byla oproti původnímu plánu zjednodušena kvůli hospodářské krizi. Ve výšce 13,5 m se nachází vyhlídková plošina, ale výhled z rozhledny je dnes značně omezen kvůli vzrostlým stromům.